# Arroz
O arroz  é uma planta da família das gramíneas e gênero Oryza, que alimenta mais de metade da população humana do mundo. É a terceira maior cultura cerealífera do mundo, apenas ultrapassada pelas de milho e trigo. É rico em hidratos de carbono. A maior parte do arroz provém da espécie Oryza sativa (por vezes chamado arroz asiático), mas o chamado arroz africano provém da espécie Oryza glaberrima.
Para poder ser cultivado com sucesso, o arroz necessita de água em abundância, para manter a temperatura ambiente dentro de intervalos adequados, e, nos sistemas tradicionais, de mão de obra intensiva. Desenvolve-se bem mesmo em terrenos muito inclinados [carece de fontes?] e é costume, nos países do sudeste asiático, encontrarem-se socalcos onde é cultivado. Em qualquer dos casos, a água mantém-se em constante movimento, embora circule a velocidade muito reduzida.

## Origem
O arroz é uma das culturas mais importantes a serem domesticadas a nível mundial, sendo a Ásia (Oryza sativa L.), a África (Oryza glaberrima Steud) e a América (Oryza sp.) discutidas como os berços da domesticação.

### Ásia

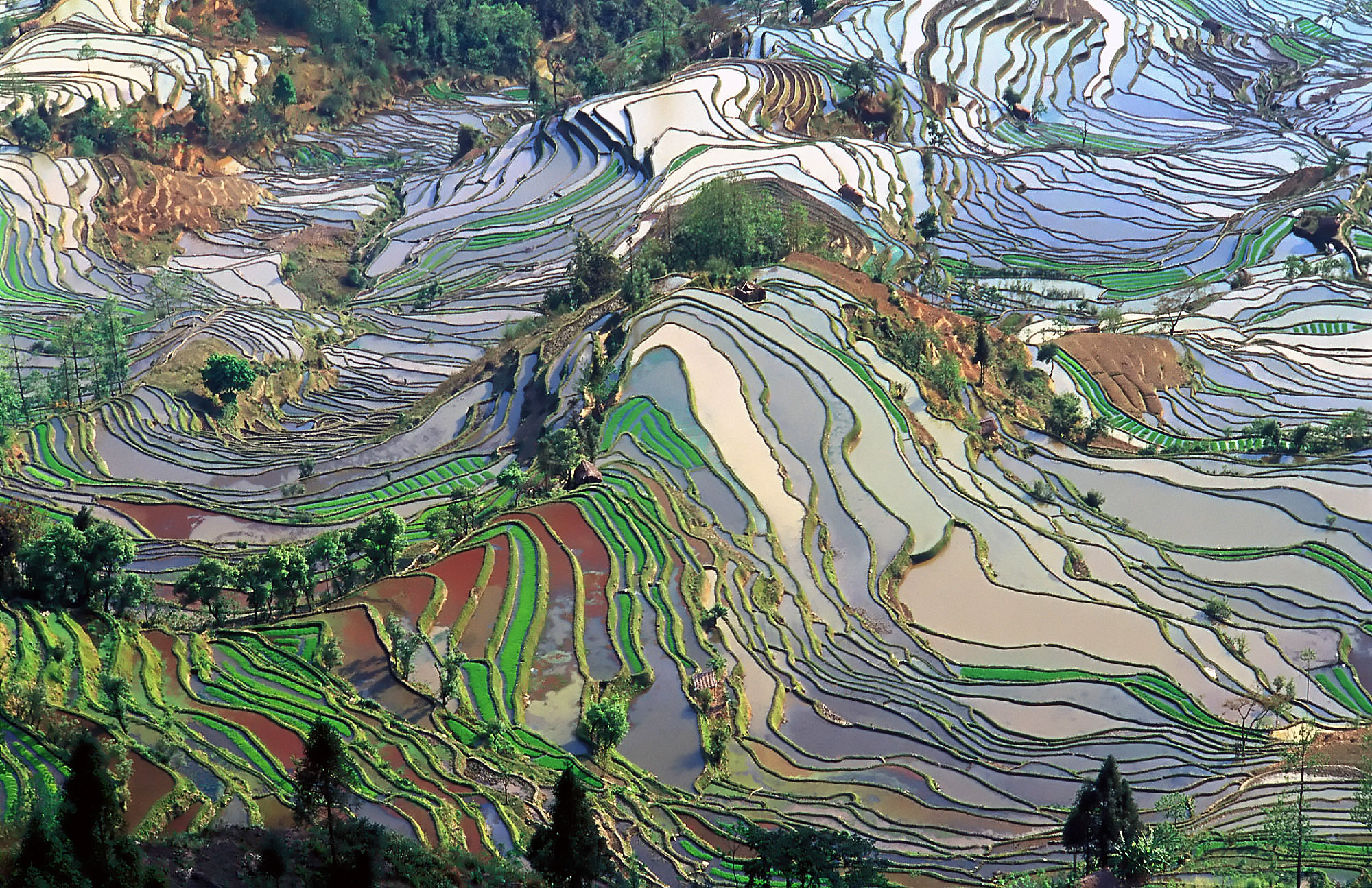
Terraços de arroz Honghe Hani na China

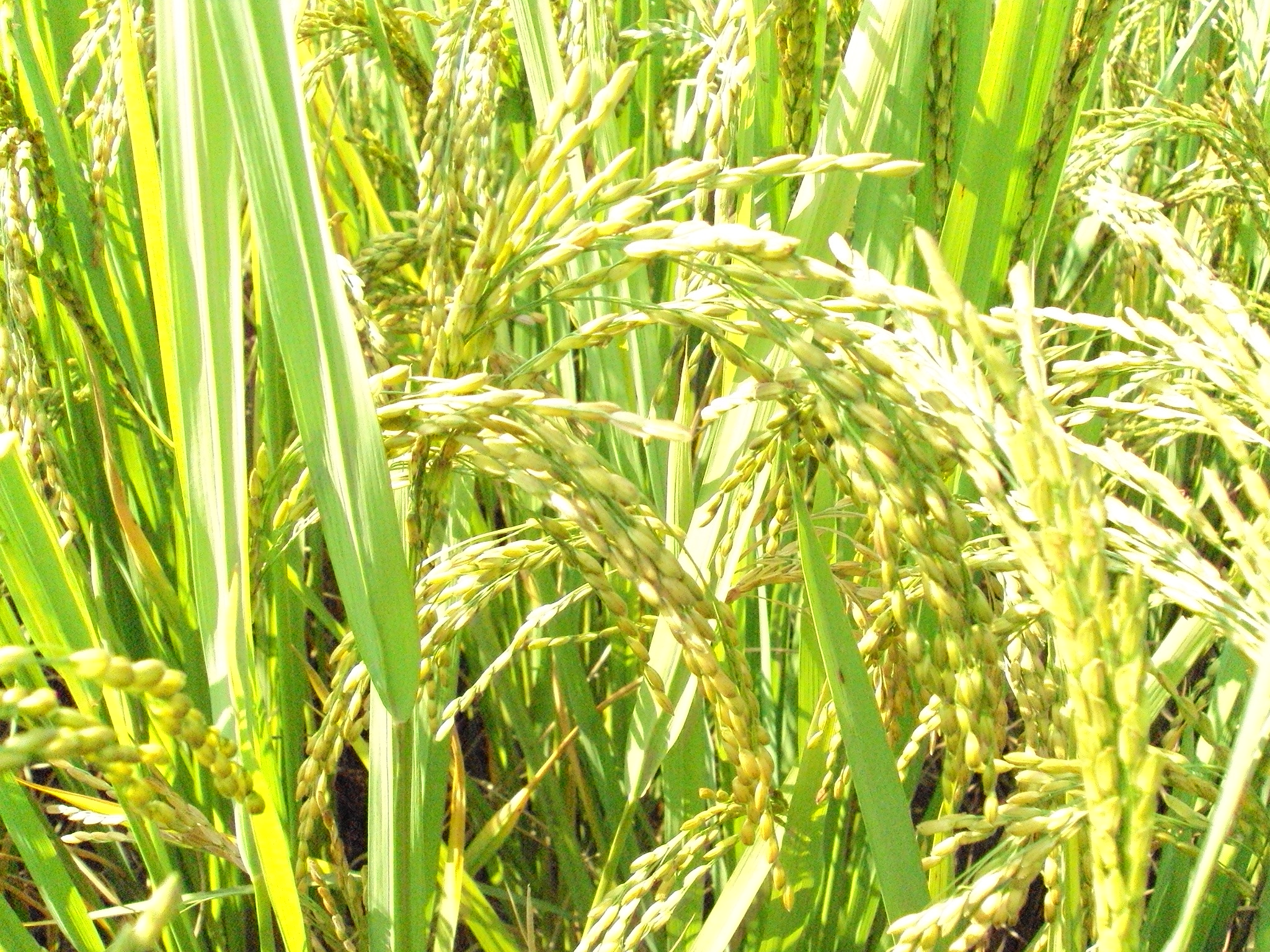
Arrozal semimaduro em Bengala Ocidental, Índia

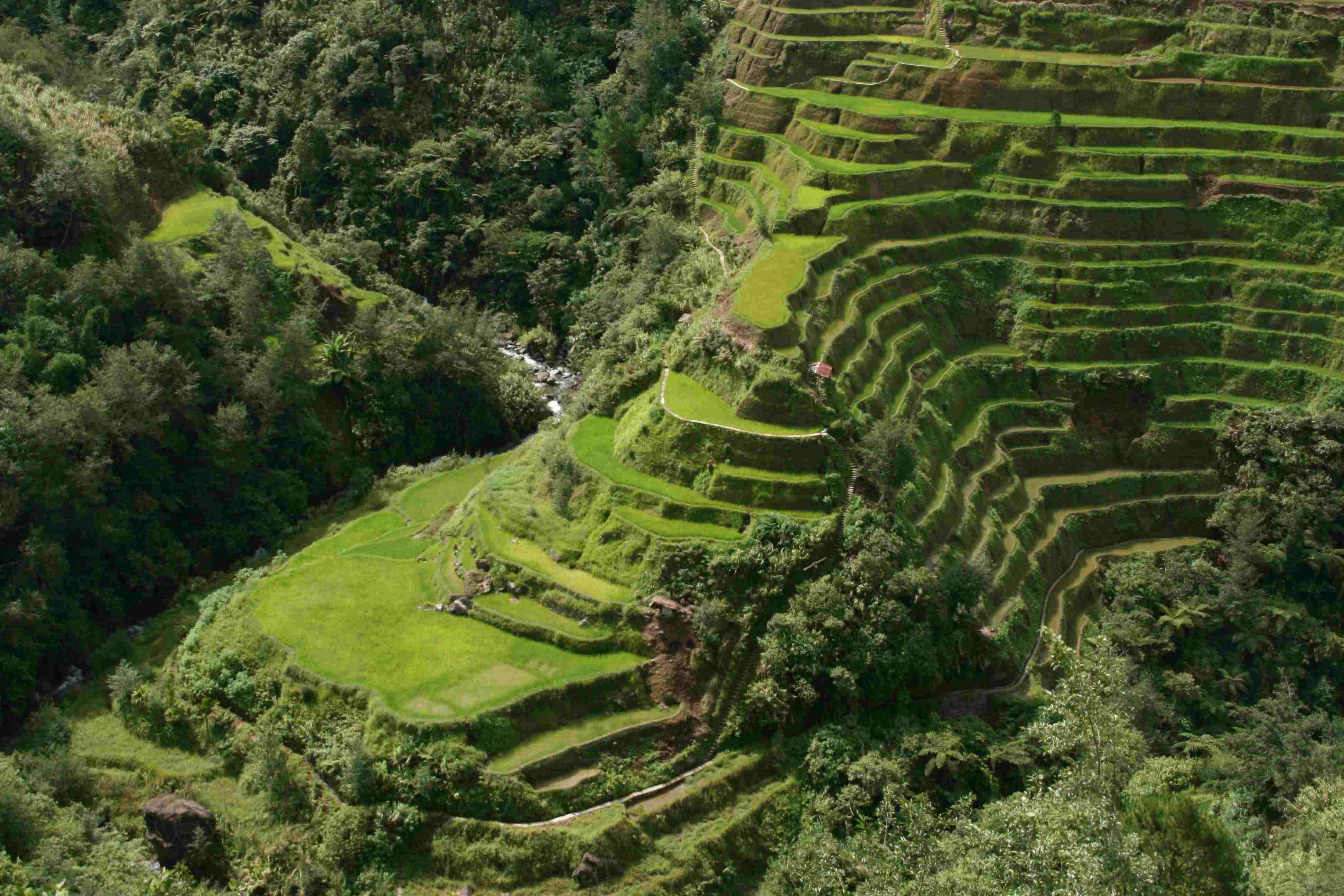
Arrozais em terraços das Cordilheiras das Filipinas

A visão comumente aceita é que o arroz foi cultivado primeiramente na região do vale do Rio Yangtzé na China. Estudos morfológicos de fitólitos de arroz no sítio arqueológico Diaotonghuan mostram claramente a transição da coleta de arroz selvagem para o cultivo de arroz plantado. O grande número de fitólitos de arroz silvestre no nível de Diaotonghuan que data de 12 000−11 000 AP indica que a coleta de arroz selvagem fazia parte dos meios locais de subsistência. Mudanças na morfologia de fitólitos de Diaotonghuan datados de 10 000−8 000 AP mostram que o arroz existente por este tempo era cultivado. Logo depois, as duas principais variedades de arroz asiático e arroz japonês foram sendo cultivadas na China Central. No final do 3,º milênio a.C., houve uma rápida expansão do cultivo de arroz no território continental do sudeste da Ásia e em direção oeste para a Índia e Nepal.
Em 2003, arqueólogos coreanos afirmaram ter descoberto o mais antigo arroz do mundo cultivado. A época indicada, que remonta há 15 000 anos, desafia a visão aceita de que o cultivo do arroz se originou na China há cerca de 12 000 anos. Estes resultados foram recebidos com forte ceticismo pela comunidade científica, e os resultados e sua divulgação têm sido citados como sendo impulsionados por uma combinação de interesses nacionalistas e regionais. Em 2011, um trabalho conjunto da Universidade de Stanford, da Universidade de Nova York, da Universidade Washington em St. Louis e da Purdue University forneceu a evidência mais forte de que existe apenas uma única origem de arroz cultivado, no Vale do Yangtzé, na China.
No Japão, é cultivado há pelo menos 7 mil anos, o arroz é presença marcante no quotidiano do povo asiático. Em muitas culturas do continente, é comum que uma mãe dê ao recém-nascido alguns grãos de arroz já mastigados, num ritual que significa sua chegada à vida.
Pesquisadores encontraram evidências para a domesticação de arroz selvagem há cerca de 4 000 anos em Monte Castelo, em Rondônia, uma região da Amazônia que também foi provavelmente o berço da domesticação de outras culturas importantes, como mandioca (Manihot esculenta), amendoim (Arachis hypogaea) e pimenta (Capsicum sp.).
No Vietnã, o cereal está tão integrado à alma dos camponeses que muitos fazem questão de ser sepultados nos arrozais. Durante os enterros há farta distribuição de arroz, como muitas festas, cantos e danças. Os Hani do sul do Japão evitam fazer barulho quando estão nos campos, pois crêem que os espíritos dos arrozais se assustam facilmente e, ao fugirem, podem provocar a infertilidade da terra. Desde a época do Japão antigo, jogar arroz em recém-casados é um ato que representa votos de abundância ao novo casal; este costume passou depois ao Ocidente, sendo hoje muito comum em Portugal.

### Américas
O arroz foi introduzido nas Américas durante o período colonial. Enquanto muitas vezes se atribui a introdução do arroz ao esforço europeu, estudos recentes destacam a contribuição significativa dos escravos africanos para o cultivo do arroz no hemisfério ocidental. Essa contribuição é fundamentada no conhecimento de que o arroz foi domesticado independentemente na África Ocidental há cerca de 3.000 anos.

## Produção

### Mundial
A produção mundial de arroz concentra-se, quase exclusivamente, na Ásia, com cerca de 90 % da produção nesta área, essencialmente na China e na Índia.

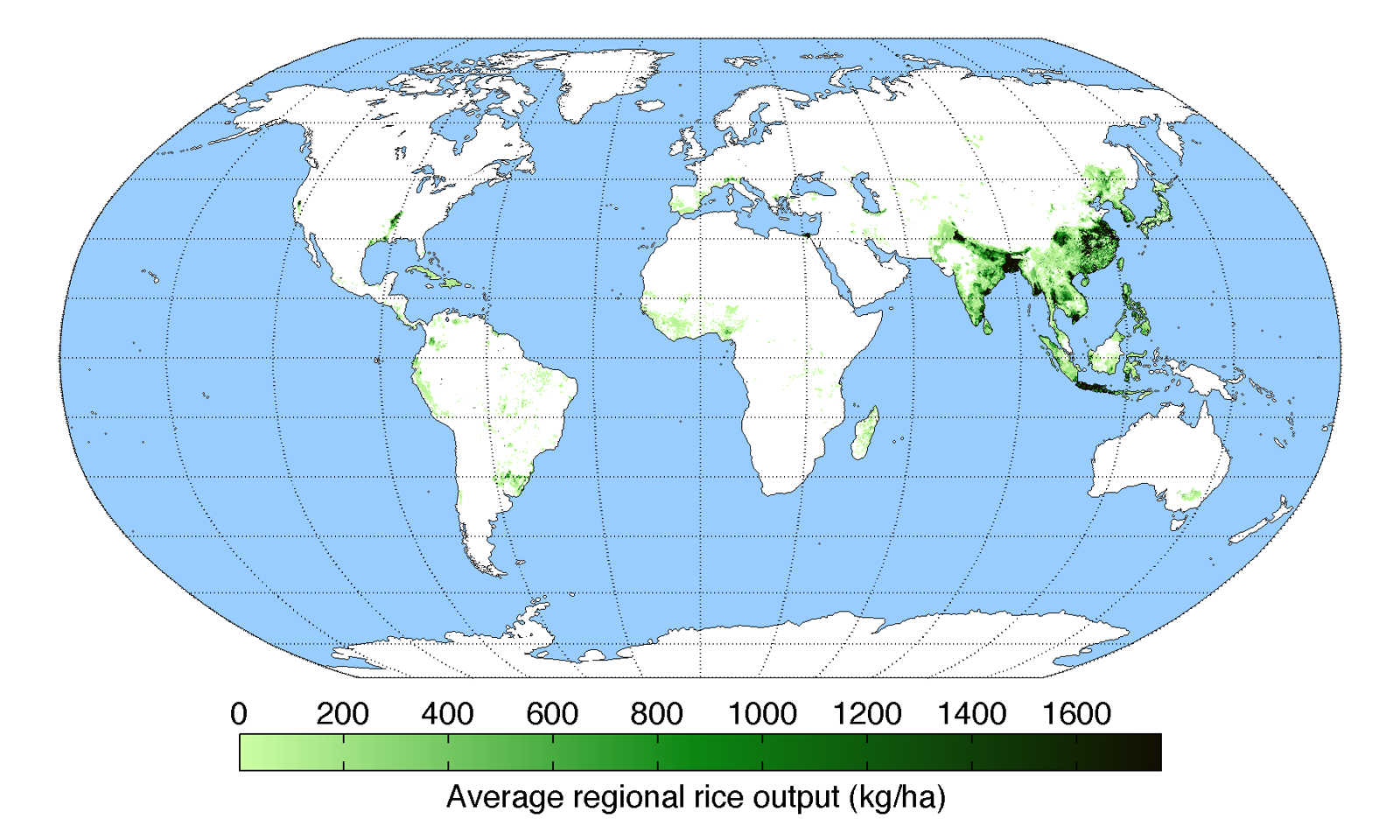
Produção mundial de arroz

| Produção mundial de arroz em 2022 | Produção mundial de arroz em 2022 |
| País                              | Produção (milhões de toneladas)   |
| --------------------------------- | --------------------------------- |
| China                             | 208 494 800                       |
| Índia                             | 196 245 700                       |
| Bangladesh                        | 57 189 193                        |
| Indonésia                         | 54 748 977,08                     |
| Vietname                          | 42 672 338,69                     |
| Tailândia                         | 34 317,028                        |
| Myanmar                           | 24 680                            |
| Mundo                             | 776 461 456                       |
| Fonte:FAOSTAT                     |                                   |

### Brasil
| Principais Municípios Produtores | Área colhida(ha) | Produção obtida(t) | Rendimento médio(kg/ha) | Variação da prod. em rel. ao ano ant.(%) | Participação no total da produção nacional(%) | Valor da produção (1000 R$) |
| -------------------------------- | ---------------- | ------------------ | ----------------------- | ---------------------------------------- | --------------------------------------------- | --------------------------- |
| Uruguaiana                       | 71 124           | 590 329            | 8 299                   | 46,5                                     | 5,1                                           | 231 539                     |
| Itaqui                           | 62 000           | 458 118            | 7 389                   | 24,3                                     | 4,0                                           | 179 683                     |
| Alegrete                         | 50 000           | 390 000            | 7 800                   | 14,5                                     | 3,4                                           | 151 156                     |
| Dom Pedrito                      | 43 900           | 335 835            | 7 650                   | 11,5                                     | 2,9                                           | 126 274                     |
| Santa Vitória do Palmar          | 53 656           | 324 619            | 6 050                   | (-) 21,3                                 | 2,8                                           | 131 471                     |
| São Borja                        | 44 360           | 314 069            | 7 080                   | 19,3                                     | 2,7                                           | 123 184                     |

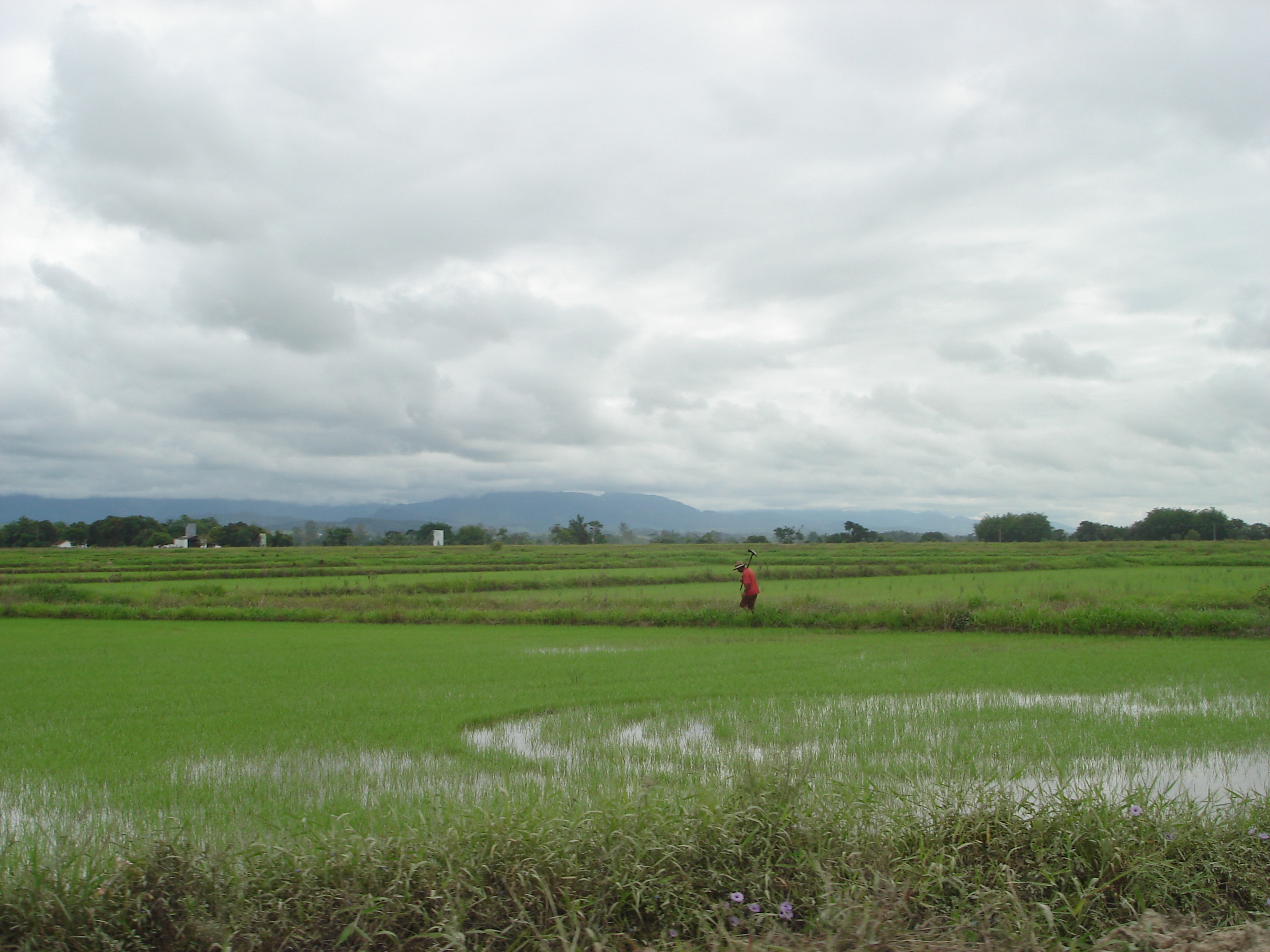
Plantação de arroz Pindamonhangaba, no Vale do Paraíba

O primeiro colocado no ranking nacional é o município de Uruguaiana, com uma produção de 590 329 toneladas, equivalente a 5,1% da produção orizícola do país, superando o segundo colocado (Itaqui) em cerca de 132 mil toneladas. Uruguaiana também é apontada como maior produtora do grão na América Latina

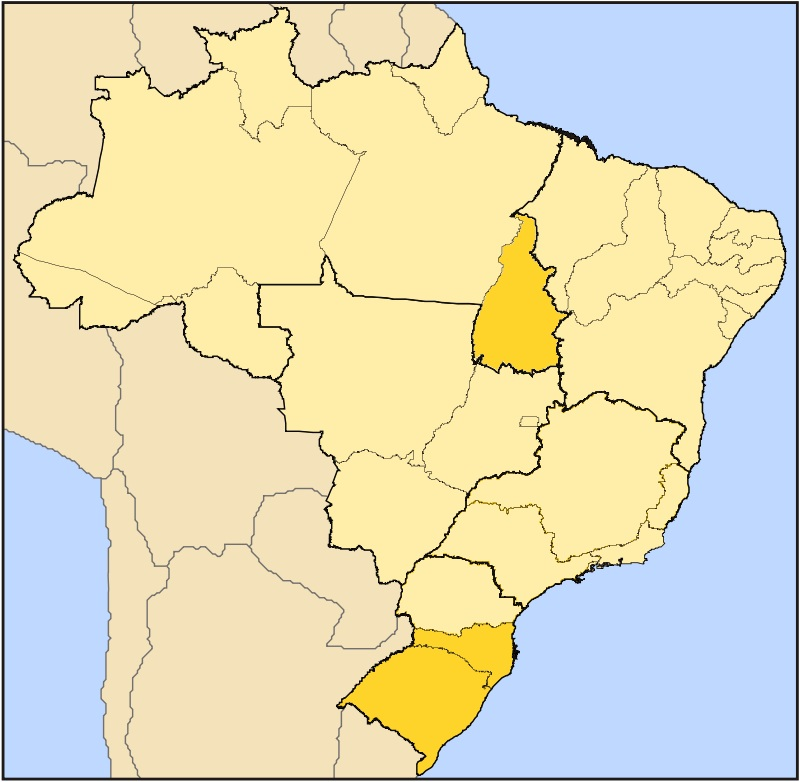
Principais estados produtores de arroz do Brasil em 2020, em amarelo escuro

Em 2018, o Brasil produziu 11,7 milhões de toneladas de arroz, sendo o 9º maior produtor do mundo. Os estados que mais produzem são, principalmente, Rio Grande do Sul (onde está a maior parte da produção nacional, perto de 7,3 milhões de toneladas em 2020), seguido por Santa Catarina (1,1 milhão de toneladas em 2020). Tocantins é o 3º maior produtor, com safras chegando perto de 1 milhão de toneladas por ano. O Maranhão é o 4° maior produtor brasileiro, mas sua produção vem caindo nos últimos anos: passou de 500 mil toneladas em 2014 para 153 mil toneladas em 2020.

### Produção em Portugal
A produção de arroz em Portugal começou a ser documentada nos primeiros anos do século XVIII. Embora se cultivasse muito antes nas regiões do Sul e como herança dos Muçulmanos, só a partir desta data houve registos da presença do cereal nas zonas limítrofes do estuário do Tejo.
Em Portugal, actualmente, a produção de arroz é feita apenas em 5 rios (Mira, Sado, Sorraia, Tejo e Mondego); a cultura mais a norte é impedida pelo frio. A produção de arroz ronda as 1 250 mil toneladas/ano.
Portugal é o maior consumidor de arroz da Europa com valores superiores a 15 kg/capita/ano.

## Variedades de arroz

### Arroz dourado
O arroz dourado é uma variedade do Oryza sativa produzida por engenharia genética para que biossintetizasse o betacaroteno.

### Arroz da Ásia Central
A melhor variedade de arroz para fazer plov chama-se “devzira”, criada por seleção ao longo de muitos séculos no Uzbequistão. Existem registos dos séculos X e XI, na época dos samânidas, em que este arroz era usado para o plov servido na corte. Este arroz é cultivado no vale de Fergana, principalmente por agricultores individuais, uma vez que industrialmente é considerado de pouca produção. Mas os seus grãos rosados, longos e estriados, contêm menos amido e mais vitamina B2 e colina que outras variedades.

## Pesquisa
A sequência genética da Zostera marina revela ideias inovadoras para as perdas e os ganhos envolvidos na realização das adaptações estruturais, fisiológicas e genômicas necessárias para plantas com flores terrestres mudarem o seu estilo de vida para a vida marinha, indiscutivelmente a mudança de habitat mais severa realizada por algumas plantas com flores Pesquisadores, usando tecnologia CRISPR/Cas, estão tentando transferir os genes responsáveis pela tolerância ao sal para outras plantas, em especial, o arroz.